# 溝口奈菜
溝口 奈菜（みぞぐち なな、1997年3月10日 - ）は、日本の女優。
岐阜県出身。アクロスエンタテインメント所属。
特技：日本舞踊（15年）、ヒップホップ・ダンス（10年）。趣味：温泉巡り。

## 人物
岐阜県出身。2014年、地元・岐阜美少女図鑑のモデルとして活動開始。ラジオやショッピングセンターでのイベント等に出演。2015年、ミュージック・ビデオに初出演。チーム清流ミナモの一員となり、岐阜のPRイベント「ミナモまつり」出演。ダンスを披露。2016年3月、YouTube岐阜市公式動画「立花慎之介プレゼンツ妄想デート in 岐阜≪川原町編≫」に出演。10月10日、東京浅草にて開催された「ミナモまつりin浅草」に出演。2017年、本格的に女優として活動開始。2022年の現在までドラマ・映画・ミュージック・ビデオ出演を中心に幅広く活動している。

## 出演

### ドラマ
- 「オクサワ珈琲店 6杯目 "アイドルの卵"」（2017年、YouTube）千佳役[6]
- 「警視庁いきもの係」（2017年、フジテレビ）
- 「スリル!赤の章」（2017年、NHK総合）
- 「みをつくし料理帖スペシャル後編 桜の宴」（2019年、NHK総合）
- 「すじぼり」[7]（2019年、U-NEXT）[8][9]
- 「私のおじさん〜WATAOJI〜」（2019年、テレビ朝日）
- 「新しい王様」（2019年、TBSテレビ）
- 「愛なき森で叫べ：Deep Cut」（2020年、Netflix）
- 「映像研には手を出すな!」（2020年、毎日放送）
- 「No Activity/本日も異状なし」（2021年、Amazon Prime Video）
- 「ふつうな女の子」（2021年、LINE NEWS）
- 「ゲキカラドウ」（2021年、テレビ東京）
- 「全裸監督シーズン2」（2021年、Netflix）（第1回・第2回）麻琴役
- 「逆転人生」（2021年、NHK総合）[10]
- 「ガチ恋粘着獣〜ネット配信者の彼女になりたくて〜」（2023年、テレビ朝日）
- 「阿修羅のごとく」（2025年、Netflix） - 坪田里子 役[11]
- 「特捜9」final season 第5話（2025年5月7日、テレビ朝日） - 江本リカ 役[12]

### 映画
- 「万引き家族」（2018年6月8日）
- 「アルキメデスの大戦」（2019年7月26日）
- 「愛なき森で叫べ」（2019年10月11日）
- 「のぼる小寺さん」（2020年7月3日）
- 「思い、思われ、ふり、ふられ」（2020年8月14日）[13]
- 「Bittersand」（2021年6月25日）[14][15][16][17]
- 「長生ノスタルジア〜長生村公式プロモーション映画」（2021年）[18][19]
- 「6人ぼっち」（2025年5月2日） - 桜 役[20][21]
- 「シーシュポスたちのまなざし」（2025年公開予定）[22]

### 配信
- 映画「カラダ探し」公式オンラインイベント（2022年）瀧島奈々美役[23][24][25][26][27]

### 舞台
- あなたも知らない舞台裏（2018年8月・東京・新宿村LIVE）[28]

### ミュージック・ビデオ
- FALCON「Dear feat.etsuco」（2015年2月4日）[29][30]
- Whiteeeen「テトテ」（2017年5月17日）[31]
- アルカラ「如月に彼女」（2017年6月23日）[32]
- E-girls「あいしてると言ってよかった」（2018年1月31日）[33]
- 瀧川ありさ「night light」（2018年6月27日・ミニ・アルバム『東京』収録）[34]
- やなわらばー「君がいるから」（2019年3月13日アルバム『うりずんの歌』収録）[35][36]

### コマーシャルメッセージ
- セガゲームス「コトダマン」
- ガスト「ハワイアンキャンペーン」
- 富士ゼロックス「プリプレ」
- Slack

### その他
- 岐阜県公式マスコットキャラクター『ミナモ』アテンド兼通訳
- 岐阜県高鷲スノーパーク 『TAKASU AIR MIXX』ラジオDJ
- 名古屋／岐阜・美容室Bee-ms hair イメージガール